# Ermita y Cortijo de Los Manchones
La ermita y cortijo de los Manchones se sitúa junto al cauce de la rambla de Cárdenas, próximo a la desembocadura de ésta en la rambla de Nogalte, a unos cinco kilómetros de Puerto Lumbreras (Región de Murcia, España) y a caballo entre los municipios de Lorca y Puerto Lumbreras. Desde su fundación, formaba parte de la feligresía de Lumbreras-Nogalte.

## Ermita de Los Manchones

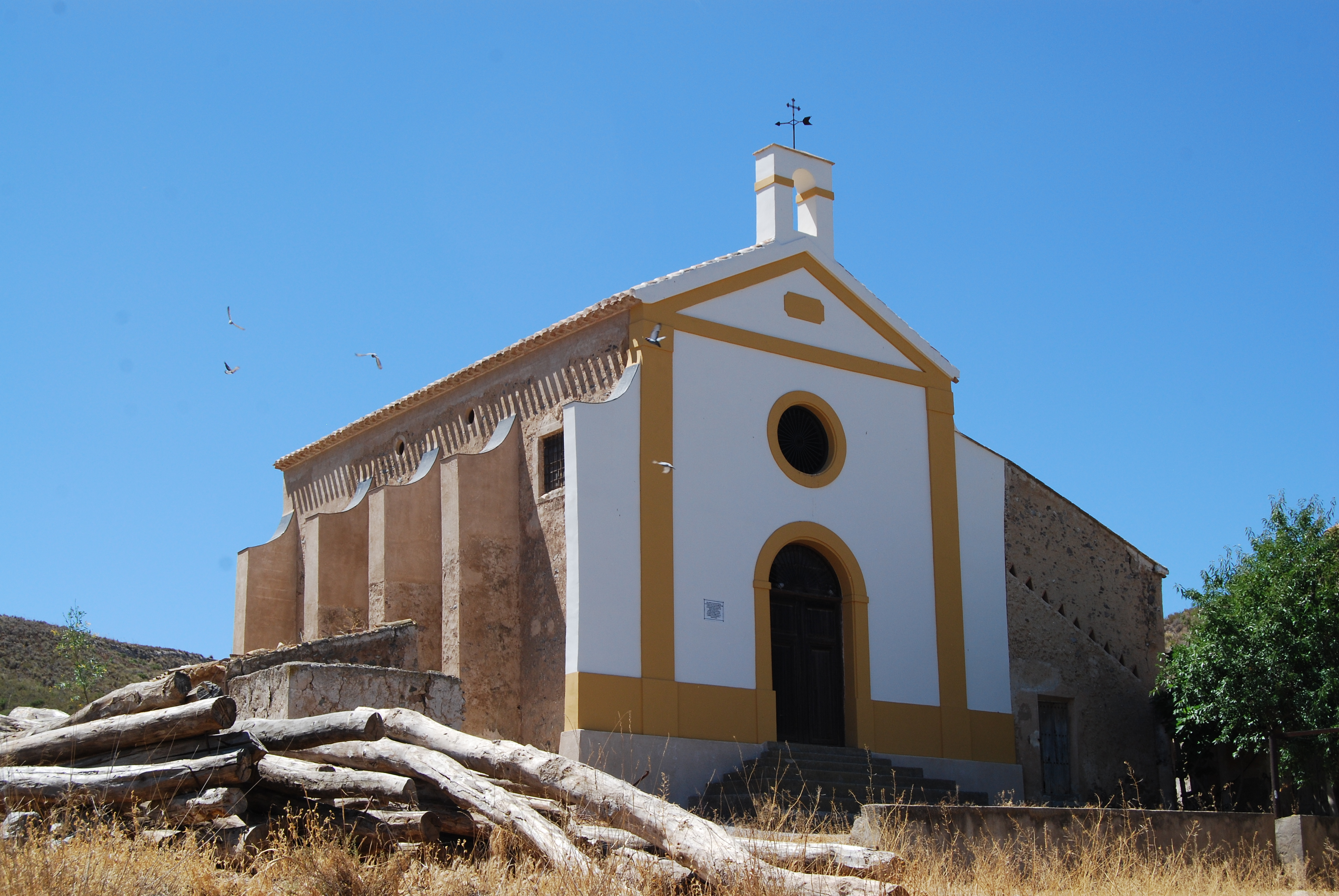
Fachada

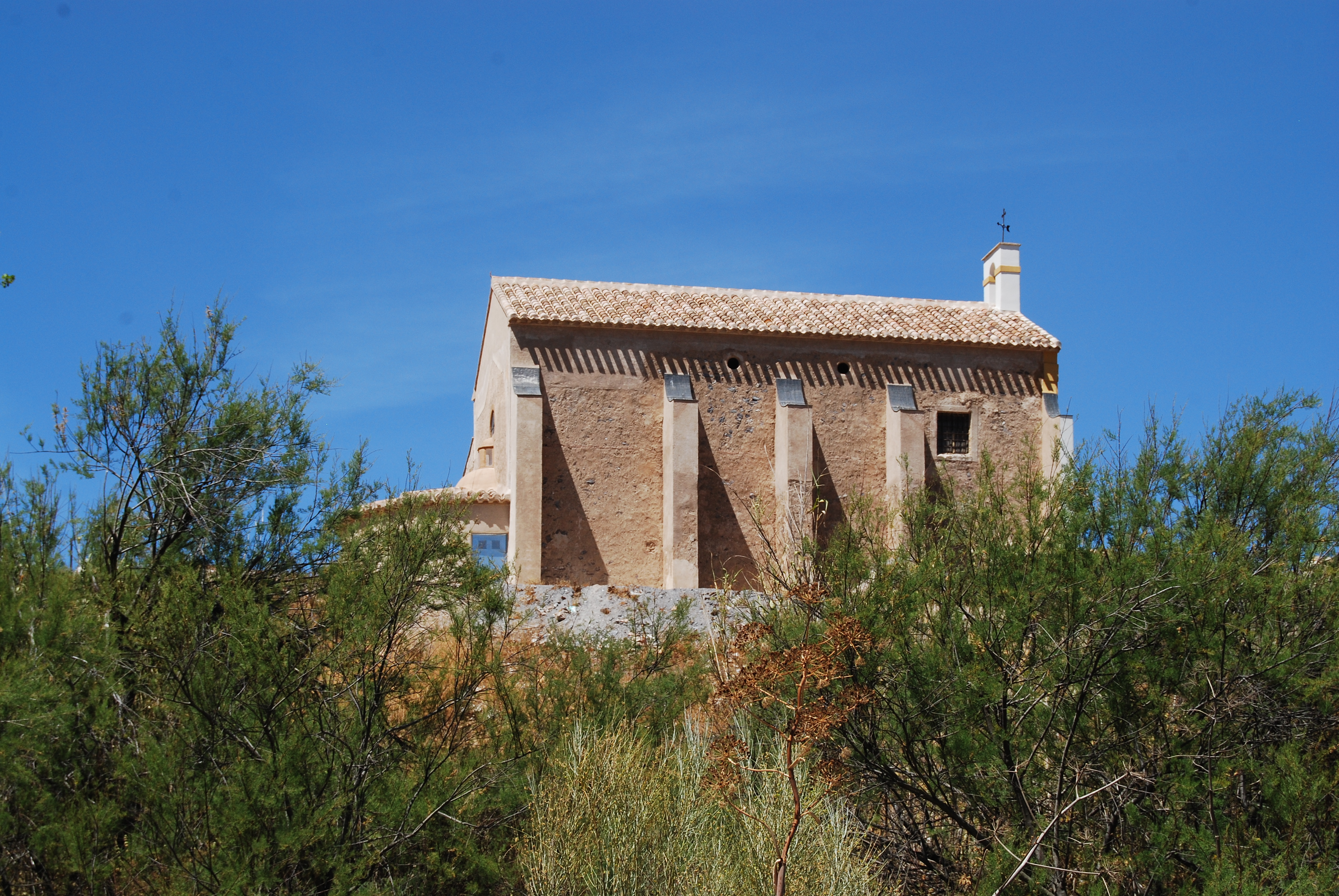
Lateral

También llamada Ermita de los Agustinos, fue mandada fue construida en 1868 por Diego Fernández Manchón, empresario minero de Sierra Almagrera que poseía entre otras, las minas de San Agustín, Araceli, Feliz Encuentro, Valentina o Virgen del Carmen.

En un documento publicado por el historiador Romera Sánchez, se recoge todas las personas que participaron en la construcción de esta ermita. Además del citado Fernández Manchón que financió la obra, cabe destacar a D. Antonio de Falces, un ingeniero de minas que construyó, entre otras obras, la ermita de la Virgen del Carmen de Cuevas de Almanzora. La parte artística fue ejecutada por D. José Capel Cano, reconocido artista que ejecutó numerosos encargos, especialmente para interiores, tanto en edificios civiles como religiosos. Fue autorizada por el obispo de Cartagena, D. Francisco Landeira y Sevilla.
La patrona de la Ermita era la Inmaculada Concepción. Es un edificio sencillo, de planta rectangular y nave única. Mide 14 metros de largo por 8 metros de ancho. Tiene una altura considerable por lo que los muros laterales están reforzados mediante contrafuertes. Al exterior está pinta de blanco con los principales elementos arquitectónicos resaltados en amarillo. Sobre el acceso principal, rematando la fachada, hay una espadaña a la que le falta la campana. La techumbre es a dos aguas.

## El cortijo
Junto a la ermita se sitúa un antiguo cortijo de campo del que forman parte diferentes edicios. Disponía de un manantial en sus proximidades y de una balsa para el almacenamiento de agua. Este cortijo, al igual que otros emplazados en las proximidades como el de Los Cegarra, estuvo dedicado a labores de carácter agropecuario.

## Romería
La ermita de los Manchones ha sido escenario de fiestas populares y durante los últimos de la romería de San Francisco, que se celebra el primer domingo de octubre y en la que los vecinos de Puerto Lumbreras acuden desde el pueblo hasta la ermita.